# Doslidnyc'ke
Doslidnyc'ke (Ucraino: Дослідницьке) è un insediamento di tipo urbano (селище міського типу) dell'Ucraina, situato nell'oblast' di Kiev.